# 山东湛山佛学院
山东湛山佛学院是位于中国山东省青岛市芝泉路4号湛山寺的一座佛教院校。

## 沿革
1935年湛山寺经青岛市市长沈鸿烈发起，设立了佛学专科补习班，1940年11月改设私立青岛湛山寺佛教学校。中华人民共和国成立后，该校停办。
1999年，湛山寺成立了“湛山寺僧伽学习班”和“五明佛学研修班”。经过国家宗教事务局批准，山东湛山佛学院于2004年10月举行了成立暨开学典礼。

## 历任院长
私立青岛湛山寺佛教学校校长
- 释倓虚（1940年-1944年）
- 释善波（1944年-1950年还俗）

山东湛山佛学院院长
- 释明哲（2004年-2012年）
- 释仁昌（2016年-）